# アウスレーゼ (化粧品)
アウスレーゼは、資生堂が販売する男性化粧品ブランド。

## 概説
1969年から展開する男性用ブランド「ブラバス」は柑橘系の香りで1970年代後半にヒットし、1978年にその上位ブランドとして生まれた「タクティクス」も、特徴ある香りで展開。それに対し「アウスレーゼ」は香りを抑え、「微香性」をキーワードにして1980年に誕生した。
2017年、容器のボトル部分をガラス製から樹脂製に変更した。

## 主な化粧品
- 基礎化粧品（スキンケア）
  - 化粧水
  - 乳液
- コロン

## メーカー
- SHISEIDO